# Franz Schubert (escultor)
Franz Schubert foi um escultor teuto-brasileiro ativo no Rio Grande do Sul no final do século XIX.

## História
Chegou em Porto Alegre, procedente de São Paulo, em fins de 1888, indo trabalhar na oficina de marmoraria, cantaria e decoração predial de Miguel Friedrichs, sendo o seu principal marmorista. A empresa passou a providenciar toda a decoração dos prédios erguidos pela construtora de Gustavo Koch, contribuindo para popularizar o uso do mármore como um dos principais materiais escultóricos, e provavelmente foi a responsável pela criação de boa parte da arte cemiterial da cidade e região. Era uma das poucas oficinas em seu gênero do estado, numa época em que decorações e estatuária em mármore geralmente eram importadas da Europa. Foi mestre de Jacob Aloys Friedrichs.
Mais tarde desligou-se da oficina e transferiu-se para Novo Hamburgo e, depois, para São Sebastião do Caí, onde se radicou e abriu uma empresa própria, deixando diversas obras especialmente no campo da estatuária fúnebre.